# Red Lake County
Red Lake County is een county in de Amerikaanse staat Minnesota.
De county heeft een landoppervlakte van 1.120 km² en telt 4.299 inwoners (volkstelling 2000). De hoofdplaats is Red Lake Falls.

## Bevolkingsontwikkeling

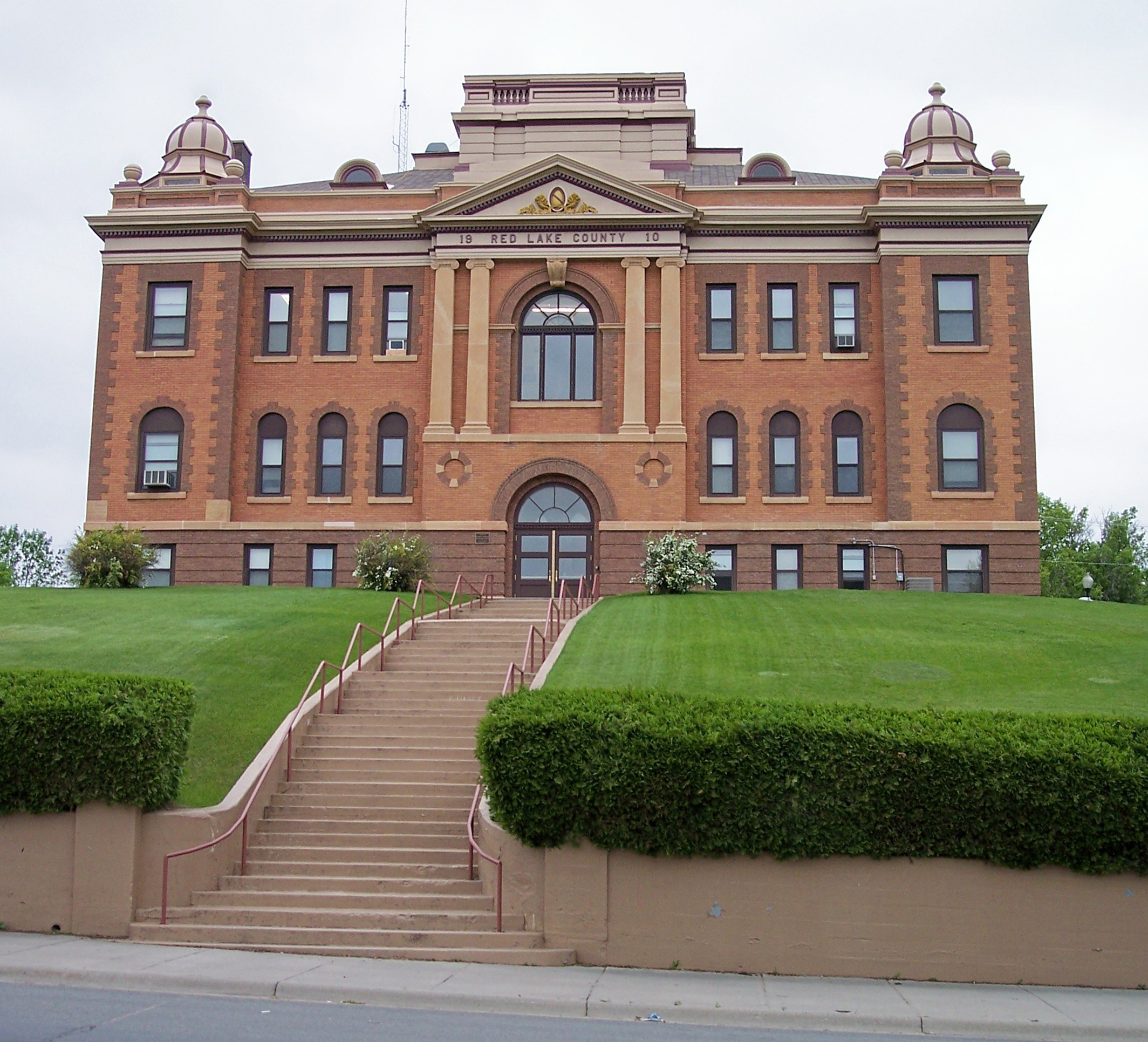
Red Lake County Courthouse